# 1963년 일본 프로 야구 올스타전
1963년 일본 프로 야구 올스타전은 1963년 7월 22일부터 7월 24일까지 열린 일본 프로 야구의 올스타전 경기이다.

## 출장 선수
| 센트럴 리그 | 센트럴 리그       | 센트럴 리그 | 센트럴 리그 |
| ----------- | ----------------- | ----------- | ----------- |
| 감독        | 후지모토 사다요시 | 한신        |             |
| 코치        | 가와카미 데쓰하루 | 요미우리    |             |
| 코치        | 스기우라 기요시   | 주니치      |             |
| 투수        | 가네다 마사이치   | 고쿠테쓰    | 13          |
| 투수        | 조노우치 구니오   | 요미우리    | 첫 출장     |
| 투수        | 이토 요시아키     | 요미우리    | 2           |
| 투수        | 기타가와 요시오   | 요미우리    | 3           |
| 투수        | 가키모토 미노루   | 주니치      | 2           |
| 투수        | 곤도 히로시       | 주니치      | 3           |
| 투수        | 가와무라 야스히코 | 주니치      | 첫 출장     |
| 투수        | 고야마 마사아키   | 한신        | 7           |
| 투수        | 무라야마 마사시   | 한신        | 5           |
| 투수        | 이나가와 마코토   | 다이요      | 첫 출장     |
| 투수        | 아키야마 노보루▲  | 다이요      | 8           |
| 포수        | 모리 마사히코     | 요미우리    | 4           |
| 포수        | 에토 신이치       | 주니치      | 4           |
| 포수        | 네고로 히로미쓰   | 고쿠테쓰    | 3           |
| 1루수       | 오 사다하루       | 요미우리    | 4           |
| 2루수       | 후나다 가즈히데   | 요미우리    | 첫 출장     |
| 3루수       | 나가시마 시게오   | 요미우리    | 6           |
| 유격수      | 히로오카 다쓰로   | 요미우리    | 7           |
| 내야수      | 도요다 야스미쓰   | 고쿠테쓰    | 9           |
| 내야수      | 도쿠타케 사다유키 | 고쿠테쓰    | 첫 출장     |
| 내야수      | 요시다 요시오     | 한신        | 10          |
| 내야수      | 고바 다케시       | 히로시마    | 첫 출장     |
| 내야수      | J. 마셜▲          | 주니치      | 첫 출장     |
| 내야수      | 오키쓰 다쓰오▲    | 히로시마    | 2           |
| 외야수      | 시바타 이사오     | 요미우리    | 첫 출장     |
| 외야수      | 구니마쓰 아키라   | 요미우리    | 2           |
| 외야수      | 곤도 가즈히코     | 다이요      | 4           |
| 외야수      | M. 솔롬코         | 한신        | 2           |
| 외야수      | 모리 도루         | 다이요      | 5           |
| 외야수      | 후지이 에이지     | 한신        | 첫 출장     |
| 외야수      | 오와다 아키라     | 히로시마    | 3           |

| 퍼시픽 리그 | 퍼시픽 리그         | 퍼시픽 리그 | 퍼시픽 리그 |
| ----------- | ------------------- | ----------- | ----------- |
| 감독        | 미즈하라 시게루     | 도에이      |             |
| 코치        | 쓰루오카 가즈토     | 난카이      |             |
| 코치        | 벳토 가오루         | 긴테쓰      |             |
| 투수        | 구보 유키히로       | 긴테쓰      | 2           |
| 투수        | 이나오 가즈히사     | 니시테쓰    | 6           |
| 투수        | 도바시 마사유키     | 도에이      | 6           |
| 투수        | 구보타 오사무       | 도에이      | 3           |
| 투수        | 이시카와 요조       | 도에이      | 첫 출장     |
| 투수        | 오노 쇼이치         | 다이마이    | 5           |
| 투수        | 다카하시 에이이치로 | 난카이      | 첫 출장     |
| 투수        | 모리나카 지카라     | 난카이      | 첫 출장     |
| 투수        | 가지모토 다카오     | 한큐        | 8           |
| 투수        | 요네다 데쓰야       | 한큐        | 6           |
| 포수        | 노무라 가쓰야       | 난카이      | 7           |
| 포수        | 안도 준조           | 도에이      | 3           |
| 포수        | 다니모토 미노루     | 다이마이    | 3           |
| 1루수       | K. 하들리           | 난카이      | 첫 출장     |
| 2루수       | 아오노 슈조         | 도에이      | 첫 출장     |
| 3루수       | 고다마 아키토시     | 긴테쓰      | 7           |
| 유격수      | 야노우라 구니미쓰   | 긴테쓰      | 첫 출장     |
| 내야수      | 에노모토 기하치     | 다이마이    | 9           |
| 내야수      | J. 블룸             | 긴테쓰      | 3           |
| 내야수      | B. 피터슨           | 난카이      | 2           |
| 내야수      | 히로세 요시노리     | 난카이      | 6           |
| 내야수      | 나카니시 후토시     | 니시테쓰    | 9           |
| 외야수      | 야마모토 하치로     | 긴테쓰      | 2           |
| 외야수      | 세키네 준조         | 긴테쓰      | 6           |
| 외야수      | 도이 마사히로       | 긴테쓰      | 첫 출장     |
| 외야수      | 하리모토 이사오     | 도에이      | 4           |
| 외야수      | 야마우치 가즈히로   | 다이마이    | 10          |
| 외야수      | 다카쿠라 데루유키   | 니시테쓰    | 6           |

- 굵은 글씨는 팬 투표로 선출된 선수, ▲는 출장 사퇴 선수 발생에 의한 보충 선수.

## 올스타전 경기 결과

### 1차전

#### 스코어
| 팀 | 1 | 2 | 3 | 4 | 5 | 6 | 7 | 8 | 9  | R | H  | E |
| 퍼시픽 | 0 | 0 | 4 | 0 | 0 | 0 | 0 | 0 | 0  | 4 | 11 | 2 |
| 센트럴 | 0 | 3 | 0 | 1 | 0 | 0 | 0 | 0 | 2X | 6 | 9  | 1 |
| 승리 투수: 아키야마 노보루(다이요) 패전 투수: 이나오 가즈히사(니시테쓰) 홈런: 센트럴 – 오 사다하루(요미우리·2회 1점), 곤도 가즈히코(다이요·9회 2점) |   |   |   |   |   |   |   |   |    |   |    |   |

#### 출장 선수
| 퍼시픽 | 퍼시픽 | 퍼시픽            |
| 타순   | 수비   | 선수              |
| ------ | ------ | ----------------- |
| 1      | (유)   | 히로세 요시노리   |
| 2      | (二)   | J. 블룸           |
| 3      | (우)   | 야마우치 가즈히로 |
| 4      | (좌)   | 하리모토 이사오   |
| 5      | (중)   | 야마모토 하치로   |
| 6      | (포)   | 노무라 가쓰야     |
| 7      | (一)   | K. 하들리         |
| 8      | (三)   | 고다마 아키토시   |
| 9      | (투)   | 구보 유키히로     |

| 센트럴 | 센트럴 | 센트럴          |
| 타순   | 수비   | 선수            |
| ------ | ------ | --------------- |
| 1      | (중)   | 시바타 이사오   |
| 2      | (우)   | 곤도 가즈히코   |
| 3      | (三)   | 나가시마 시게오 |
| 4      | (一)   | 오 사다하루     |
| 5      | (좌)   | 에토 신이치     |
| 6      | (유)   | 도요다 야스미쓰 |
| 7      | (二)   | 고바 다케시     |
| 8      | (포)   | 모리 마사히코   |
| 9      | (투)   | 조노우치 구니오 |

#### 수상 선수
MVP
- 곤도 가즈히코(다이요)

### 2차전

#### 스코어
| 팀 | 1 | 2 | 3 | 4 | 5 | 6 | 7 | 8 | 9 | R  | H  | E |
| 센트럴 | 6 | 0 | 4 | 0 | 0 | 0 | 0 | 0 | 1 | 11 | 13 | 2 |
| 퍼시픽 | 4 | 0 | 0 | 0 | 0 | 1 | 2 | 0 | 2 | 9  | 8  | 1 |
| 승리 투수: 이나가와 마코토(다이요) 패전 투수: 요네다 데쓰야(한큐) 홈런: 센트럴 – 후지이 에이지(한신·3회 2점), 나가시마 시게오(요미우리·3회 2점), 오 사다하루(요미우리·9회 1점) 퍼시픽 – 에노모토 기하치(다이마이·1회 만루, 6회 1점), 다카쿠라 데루유키(니시테쓰·7회 2점), 고다마 아키토시(긴테쓰·9회 2점) |   |   |   |   |   |   |   |   |   |    |    |   |

#### 출장 선수
| 센트럴 | 센트럴 | 센트럴          |
| 타순   | 수비   | 선수            |
| ------ | ------ | --------------- |
| 1      | (중)   | 시바타 이사오   |
| 2      | (우)   | 곤도 가즈히코   |
| 3      | (三)   | 나가시마 시게오 |
| 4      | (一)   | 오 사다하루     |
| 5      | (포)   | 에토 신이치     |
| 6      | (좌)   | 구니마쓰 아키라 |
| 7      | (유)   | 도요다 야스미쓰 |
| 8      | (二)   | 고바 다케시     |
| 9      | (투)   | 이나가와 마코토 |

| 퍼시픽 | 퍼시픽 | 퍼시픽            |
| 타순   | 수비   | 선수              |
| ------ | ------ | ----------------- |
| 1      | (유)   | 히로세 요시노리   |
| 2      | (二)   | J. 블룸           |
| 3      | (우)   | 야마우치 가즈히로 |
| 4      | (좌)   | 하리모토 이사오   |
| 5      | (포)   | 노무라 가쓰야     |
| 6      | (一)   | 에노모토 기하치   |
| 7      | (중)   | 야마모토 하치로   |
| 8      | (三)   | B. 피터슨         |
| 9      | (투)   | 요네다 데쓰야     |

#### 수상 선수
MVP
- 오 사다하루(요미우리)

### 3차전

#### 스코어
| 팀 | 1 | 2 | 3 | 4 | 5 | 6 | 7 | 8 | 9 | 10 | R | H  | E |
| 센트럴 | 1 | 0 | 0 | 0 | 0 | 0 | 1 | 3 | 0 | 3  | 8 | 13 | 0 |
| 퍼시픽 | 0 | 0 | 0 | 0 | 0 | 0 | 0 | 5 | 0 | 0  | 5 | 13 | 2 |
| 승리 투수: 고야마 마사아키(한신) 패전 투수: 구보 유키히로(긴테쓰) 홈런: 센트럴 – 짐 마셜(주니치·8회 3점) 퍼시픽 – 야마우치 가즈히로(다이마이·8회 3점), 야마모토 하치로(긴테쓰·8회 1점) |   |   |   |   |   |   |   |   |   |    |   |    |   |

#### 출장 선수
| 센트럴 | 센트럴 | 센트럴          |
| 타순   | 수비   | 선수            |
| ------ | ------ | --------------- |
| 1      | (중)   | 시바타 이사오   |
| 2      | (좌)   | 곤도 가즈히코   |
| 3      | (三)   | 나가시마 시게오 |
| 4      | (一)   | 오 사다하루     |
| 5      | (포)   | 에토 신이치     |
| 6      | (우)   | 모리 도루       |
| 7      | (유)   | 요시다 요시오   |
| 8      | (二)   | 후나다 가즈히데 |
| 9      | (투)   | 가키모토 미노루 |

| 퍼시픽 | 퍼시픽 | 퍼시픽            |
| 타순   | 수비   | 선수              |
| ------ | ------ | ----------------- |
| 1      | (유)   | 히로세 요시노리   |
| 2      | (二)   | J. 블룸           |
| 3      | (一)   | 에노모토 기하치   |
| 4      | (좌)   | 하리모토 이사오   |
| 5      | (우)   | 야마우치 가즈히로 |
| 6      | (포)   | 노무라 가쓰야     |
| 7      | (중)   | 다카쿠라 데루유키 |
| 8      | (三)   | 고다마 아키토시   |
| 9      | (투)   | 이나오 가즈히사   |

#### 수상 선수
MVP
- 고바 다케시(히로시마)

## 같이 보기
- 일본 야구 기구
- 일본 프로 야구 올스타전